# Ján Lazorík
Ján Lazorík (29. září 1920, Torysa – 30. srpna 2015, Krivany) byl slovenský pedagog, etnolog, folklorista, sběratel, archivář, fotograf, spisovatel, šiřitel užívání nářečí, botanik a šlechtitel odrůd.

## Životopis
Ján Lazorík se narodil 29. září 1920 v obci Torysa v okrese Sabinov. Otec Koloman byl zedníkem, matka Irena byla šičkou a služebnou v Pešti. Lazorík měl tři mladší sourozence.
Po absolvování základní školy v Toryse a následně gymnázia v Prešově studoval na učitelském ústavu v Prešově.  Velkými vzory byly pro něj čeští učitelé, kteří ve svých studentech posilovaly lásku k domovině. Ovládal německý jazyk a esperanto.
V roce 1944 se oženil s Emou, s níž měl sedm dětí. Podle jejich vyjádření byl Jan Lazorík jako otec velmi přísný.  Jako učitel působil nejprve ve Vysoké. V 50. letech se se svou rodinou přestěhoval do Krivan. Tam v základní škole dostal místo učitele slovenštiny, němčiny, hudební výchovy a prací na pozemku. 

## Přínos

### Sběratelství
Ján Lazorík byl od svého dětství vášnivým sběratelem hmotné i nehmotné lidové kultury. Zaměřoval se především na oblast Kriváně, později pokrýval i region Spiš. Nabyté věci lidové kultury uchovával nejprve u sebe v rodinném domě, později z prostorových důvodů i na obecním úřadě. V Krivanech zřídil Centrum lidové kultury a řemesel, které bylo ve své době jediné svého druhu na Slovensku. Během života zapisoval a nahrával na magnetofonové pásky množství regionálních lidových písní, hádanek, příhod, legend a pohádek. Mnohé z nich šířil ve svých knihách.

### Folklór
V roce 1968 založil Jan Lazorík jednu z prvních folklorních skupin na Slovensku, se kterou nacvičil množství folklorních scének a pásem. V Krivanech se Lazoríkovi podařilo vybudovat amfiteátr. 

### Televize a film
Tehdejší STV na jeho námět natočila v roce 1996 lidové divadlo Popaterce. Své myšlenky šířil jako účastník i ve filmech Jiné světy režiséra Marko Škopa (2006) a Cooltúra režiséra Miroslava Rema (2016).

### Ovocnářství
Ján Lazorík byl obdivovatelem šlechtitele Ivana Mičurina, proto v Krivanech zřídil v roce 1953 Okresní pionýrskou mičurinskou stanici. Během života se snažil vypěstovat mrazuvzdorné ovoce. Zásluhou Lazoríka bylo v regionu vysazeno více než 3000 ovocných stromů na prázdných obecních a soukromých pozemcích. 

## Ocenění
V roce 2018 mu udělil Andrej Kiska in memoriam Pribinův kříž II. třídy „za mimořádné zásluhy o kulturní rozvoj Slovenské republiky v oblasti lidového umění a folklóru“. 

## Dílo
- 1992 – A ja vám vinčujem (Prešov: Regionálne kultúrne stredisko Prešov, 42 s.)
- 1993 – Juraj Krankota z Remenin – jeho „pripovidki“ a naše nárečie (Prešov: Regionálne kultúrne stredisko Prešov, 92 s.)
- 1995 – Krivjanske veśeľe a 182 notovaných piesní. (Prešov: Arkus, 149 s.)
- 1996 – Naše tradičné bačovstvo (Prešov: Arkus, 144 s.)
- 1996 – Naša stara dzedzina, Arkus, Prešov, Pripadnosce života, f chtorich naš pospoliti človek viňčoval, rospravjal f prislufkoch, skladal veršovanki, figľoval, filozofoval, modľil śe, pisal ľisti, hanľivo prezival a kľal..., 203 s., ISBN	80–88699-15-0
- 1999 – Jedzeňa na starej hornotoryskej doľiňe. Neuveriteľný život v minulosti. (Prešov: Arkus, podpora Komunitnej nadácie Veľký Šariš, 82 s.)
- 2000 – Fotočítanka ľudovej architektúry a bývania Východného Slovenska, Arkus, Prešov, 175 s., obsahuje 7 nákresov a 1043 fotografií, ISBN 80-968751-5-9.
- 2000 – Žic znamena rečovac, Arkus, Prešov, podtitul: Nárečové slová nemeckého pôvodu z hornotoryského kraja i z okolia v reči, rozprávaní i piesňach našich predkov, 112 s., ISBN 8096832522.
- 2001 – ako spoluautor: Monografia 700-ročnej obce Krivany (Krivany: Obecný úrad Krivany, 59 s.)
- 2002 – Pijactvo – na zdravičko, jasna skľeňičko, dobrich ľudzi pocešiteľňičko! (Prešov: Arkus, 94 s.)
- 2004 – Zbuňictvo. Scenka, rospravjaňe, piśňički, historia, CD – nośič. (Prešov: Arkus, 95 s.)
- 2005 – Rosprafki a pripovitki rosprafkara Juraja Krankoti z Remeňin i iňšich rospravjačoch, pripovitkaroch. (Prešov: Arkus, 311 s.)
- 2007 – Humorno-pravdivé obrázky zo starej „dzedzini“, 1. – 2. časť (Prešov: Arkus, 119 s.)
- 2007 – Humorno-pravdivé obrázky zo starej „dzedzini“, 3. – 5. časť (Prešov: Arkus, 110 s.)
- 2007 – Humorno-pravdivé obrázky zo starej „dzedzini“, 6. časť (Prešov: Arkus, 102 s.)
- 2007 – Humorno-pravdivé obrázky zo starej „dzedzini“, 7. – 10. časť (Prešov: Arkus, 86 s.)
- 2009 – Humorno-pravdivé obrázky zo starej „dzedzini“, 11. – 14. časť (Prešov: Arkus)
- 2008 – ako spoluautor: Andrej Mizerák a jeho gajdica (spracoval a vydal : Richard Scholtés, Prešov: R.S. media, 57 s.)
- 2009 – Cigáni. CD nosič muzík a spevov Cigánov z Torysy /1971–1973/ (Prešov: Arkus, finančná podpora Úradu vlády SR, 107 s.)
- 2011 – Remeslá – domáce výroby a obrázky z minulého tradičného života (Prešov: Arkus, 202 s.)
- 2011 – Krivianska spisovateľka francúzskeho pôvodu Jolana Cirbusová a jej brat bohém a umelec, Andor – Andrej Cirbus (Prešov: Arkus, 32 s.)
- 2012 – Dzecke hri a zabaviska (Prešov: Arkus, 167 s.)
- 2013 – Kroje z hornej Torysy (Prešov: Arkus, spolufinancované z prostriedkov Európskeho fondu regionálneho rozvoja, 59 s.)
- 2013 – 2014 – Scénky – 18. dielov (zošitov) – pre folklórne skupiny (spracované témy zo života ľudu v 80 scénkach). (Prešov: Arkus)